# ピエール・リブレ

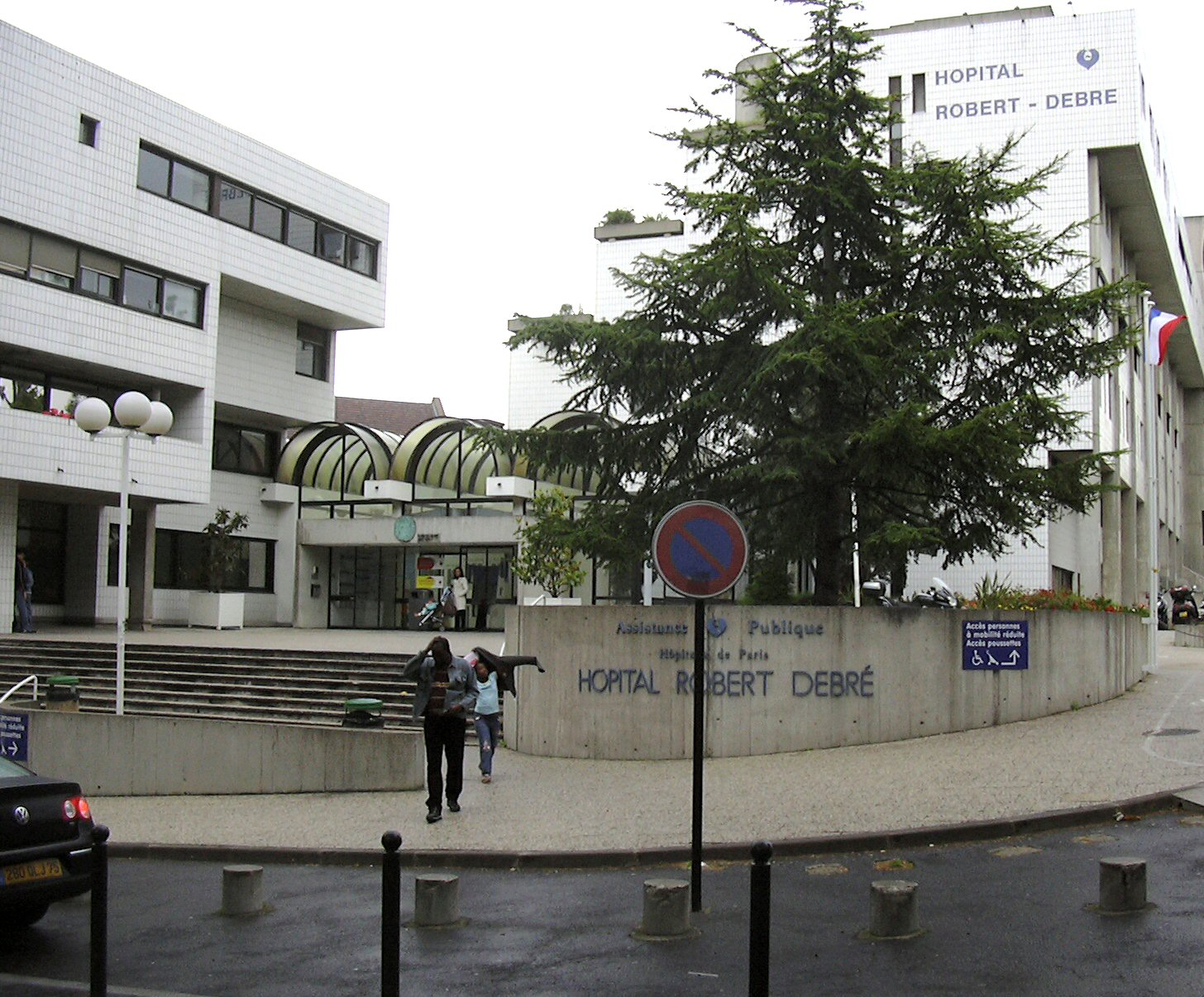
ロベール・ドブレ病院、パリ

ピエール・リブレ（Pierre Riboulet、1928年7月20日オー＝ド＝セーヌ県セーヴル - 2003年10月21日）は、フランスの建築家・都市計画家。

## 経歴
1952年にエコール・ナシオナル・スュペリウール・デ・ボ＝ザールにて学位取得後、1958年11月にジャン・ルノディー（1925年-1981）、ジェラール・テュルノエ（1926）そしてジャン＝ルイ・ヴェレ（1927）とともに設立した協同組合的工房においてまず活動する。同工房はアトリエ・ド・モンルージュの名で知られ、その仕事の質の高さが1981年に国民建築大賞によって称えられる。
1979年以降、独立した経歴を歩んだ。並行して、国立土木学校において都市構成論の講義を担当した（1979年-1997年）。
彼の仕事は公共建築を多く含む。30余りの病院、図書館あるいは教育施設。彼の実現された作品群は、立地、プログラム、利用者の福利厚生そして都市構成に向けられた配慮によって際立っている。
これらのプロジェクトのかたわら、都市計画家としての活動も続け、イポダモス93（1990年-1994年）におけるプレーヌ・サン＝ドニのような大がかりなスタディにしばしば没頭した。

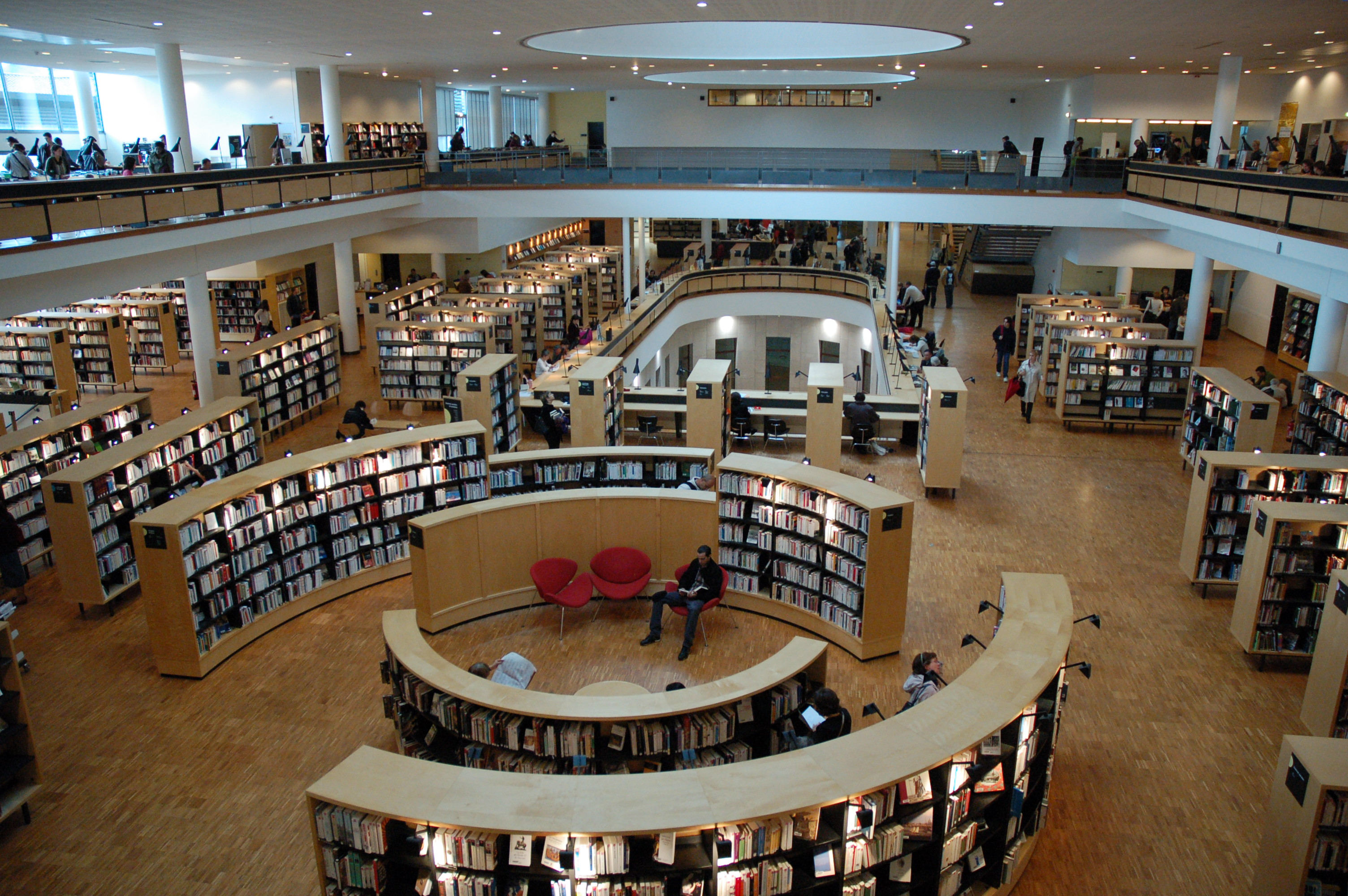
マルチメディア図書館、リモージュ（内観）

## (独立後の）主要作品
- 1980-1988 ロベール・ドブレ小児病院（パリ19区）
- 1984-1987 エヴリー高等音楽院
- 1988-1994 バラール通りのアンサンブル・ダビタシオン（パリ15区）
- 1988-1996 ピティエ-サルペトリエール病院主病棟（パリ13区）
- 1989-1991 フランス都市計画研究所（マルヌ＝ラ＝ヴァレ）
- 1989-1994 レスパス・デュ・パレ、集合住宅、オフィス、商業センター（ルーアン）
- 1991-1997 パリ第八大学図書館（サン＝ドニ）
- 1993-1998 マルチメディア図書館（リモージュ）
- 1995-2001 ポール・ド・ヴィギエ母子病院（ピュルパン大学病院センター）（トゥールーズ）
- 1996-1999 セルジー＝ポントワーズ大学中央図書館（セルジー）
- 1997-現在も継続中 シテ・シャンティイの復興（サン＝ドニ）、 D.Chpakovski, S.Clavé, Fl.Crépu, F. Duhoux, B.Huerre, F.Keller, M.Nouvel, B.Rollet および S.Salles architectes　とともに参加。
- 1997-2003 ル・コルビュジエ高校（オーベルヴィリエ）
- 1997-2004 ル・ミラーユ大学図書館（トゥールーズ）
- 1998-2001 パリ第十二大学経済学部棟（クレテイユ）
- 2000-現在も継続中、シテ・ドゥーブル・クーロンヌの復興（サン＝ドニ）J-B Bethgnies, S.Cléret, F.Crépu, F.Keller, S.Leclair および M.Nouvel architectes　とともに参加。
- 2000-2006 アンティーブ・ジュアン・レ・パン図書館、ブリュノ・ユエールとの協働
- 2002-2007  ヴィロフレ図書館、ブリュノ・ユエールとの協働

## 著書
- Naissance d'un hôpital : journal de travail, Les éditions de l'Imprimeur, 1994 (ISBN 2-910735-01-X)
- Onze leçons sur la composition urbaine, Presses de L'École Nationale des Ponts et Chaussées, 1998 (ISBN 2-85978-293-1)
- Écrits et propos, Éditions du Linteau, 2003, (ISBN 2-910342-34-4)
- Un parcours moderne, Éditions du Linteau, 2004 (ISBN 2-910342-39-5)

## ドキュメンタリー映画
- Saint-Denis vu par Pierre Riboulet, série documentaire « Promenades d’architecte » de Catherine Terzieff, 2003
- Naissance d’un hôpital de Jean-Louis Comolli (d’après le livre de Pierre Riboulet), 1993

## 文献
- Catherine Blain, Pierre Riboulet. De la légitimité des formes. Œuvres 1979-2003, Éditions du Moniteur, Paris 2004 (ISBN 2-281192-08-3)